# Henry Liddell
Henry George Liddell (6 febrer 1811 – 18 gener 1898) va ser el degà (1855–91) de Christ Church a Oxford, vicecanceller de la Universitat d'Oxford (1870–74), director (1846–55) de la Westminster School (on un edifici porta el seu nom), autor d'una Història de Roma (1855), i coautor (amb Robert Scott) de l'obra monumental A Greek-English Lexicon, conegut com el "Liddell i Scott", que encara és àmpliament utilitzat pels estudiants de grec. Lewis Carroll va escriure les aventures d'Alícia en terra de meravelles per a la filla de Henry Liddell, Alice.